# Girl You Know It's True
Girl You Know It's True är en låt av popduon Milli Vanilli, från albumet Girl You Know It's True (1989). Låten låg 1:a i flera länder. Videon blev också väldigt populär.